# Низ (Свердловская область)
Низ — деревня в Шалинском районе Свердловской области России. Входит в Шалинский муниципальный округ.
Ранее деревня входила в состав Рощинского сельсовета Шалинского района.

## География
Деревня Низ расположена в 48 километрах к северо-западу от посёлка Шаля (в 65 километрах по дорогам), в лесной местности, на правом берегу реки Сылвы и по обоим берегам правого притока — реки Курейной.

## Население
| 2002 | 2010 | 2021 |
| ---- | ---- | ---- |
| 108  | ↘99  | ↘61  |